# Великое прощание
«Вели́кое проща́ние» — советский документальный фильм 1953 года о траурных мероприятиях в связи со смертью Сталина.
В основе — цветные и чёрно-белые кадры хроники, снятые с 6 по 9 марта 1953 года по всему СССР, а также в странах соцлагеря.

## Хронология
Торжественное объявление о кончине И. В. Сталина. В разных населённых пунктах Советского Союза люди читают газеты с официальным сообщением, повсюду приспущены флаги. Множество людей в Москве, направляющихся к Колонному залу Дома Союзов, где начинается траурная церемония. 
Строители Иртышской гидроэлектростанции, Баку; строители Мингечаурского гидроузла в Азербайджане; шахтёры Донбасса, колхозники Таджикской ССР, жители Алма-Аты, Минска, Ленинграда, Сталинграда, Магнитогорска, Челябинска, Свердловска, Еревана, Вильнюса, Ташкента, Тбилиси, Гори. Города Китая: Пекин, Шанхай, Ханькоу; Северная Корея; Варшава, Прага, Будапешт, Бухарест, София, Тирана, Берлин.
Государственные и партийные деятели СССР: Г. М. Маленков, Л. П. Берия, К. Е. Ворошилов, В. М. Молотов, Н. А. Булганин, Н. С. Хрущёв, Л. М. Каганович, А. М. Микоян. А также члены семьи И. В. Сталина — Светлана Аллилуева и Василий Сталин.
Траурные митинги в городах СССР; жители столицы, а также специально прибывшие на прощание в Москву; члены дипломатического корпуса; делегации Ленинграда, Сталинграда и других городов СССР, делегаты стран мира; представители Русской православной церкви.
Участники почётного караула у гроба И. В. Сталина в Колонном зале Дома союзов; делегации 16 союзных республик СССР, а также главы делегаций стран мира: от Китая — Чжоу Эньлай, Го Можо, Ли Фучунь; от Польши (Болеслав Берут, Константин Рокоссовский); от Чехословакии — Клемент Готвальд; от Венгрии — Матиас Ракоши, Иштван Доби; от Румынии — Георгиу-Деж; от Албании — Спиро Колека; от Болгарии — Вылко Червенков; от КНДР; от Монголии — Юмжагийн Цеденбал, Нудэнхуугийн Ядамжав; от ГДР — Макс Рейман, Вальтер Ульбрихт, Отто Гротеволь, Вильгельм Цайссер. Также показаны делегации из капиталистических стран; среди них: глава Французской коммунистической партии Жак Дюкло, глава Итальянской коммунистической партии Пальмиро Тольятти; глава Коммунистической партии Великобритании Гарри Поллит и Питер Керриган; глава Коммунистической партии Австрии Иоганн Коплениг; глава Коммунистической партии Испании Долорес Ибаррури; премьер-министр Финляндии Урхо Кекконен;  Сайфуддин Китчлу (Индия).
Звучат речи государственных и партийных деятелей СССР в день траурного митинга на Красной площади в Москве (9 марта): Н. С. Хрущёва, Г. М. Маленкова, Л. П. Берии, В. М. Молотова.
Настал момент внесения гроба И. В. Сталина в Мавзолей. Артиллерийские залпы в Кремле, гудки паровозов, заводов, фабрик, пароходов в разных уголках СССР.
Парад на Красной площади, митинги в городах СССР.

## История создания
Съёмки траурных мероприятий велись на всей территории СССР силами двух сотен операторов-документалистов со всех студий Союза. Только от ЦСДФ государственное задание выполняли 60 человек. Работали также хроникёры корпунктов ЦСДФ в странах «народной демократии». Кроме того, через «Совэкспортфильм» цветная плёнка была разослана в адреса посольств СССР некоторых буржуазных стран.
Для того, чтобы каждый момент всеобщего траура был запечатлён, режиссёры тщательно изучили путь процессии и рассчитали, какой именно кадр и какой крупности откуда может быть снят. Чтобы каждая последующая камера начинала снимать на несколько секунд раньше, чем выключалась предыдущая, была придумана система оповещения с сигнальщиками и видимыми издалека белыми флажками.
По воспоминаниям участницы съёмок Раисы Тумориной, оператора ЦСДФ, её точка съёмки была в Кремлёвском проезде с задачей снять движение лафета с гробом вождя и шествием провожавших его соратников.

Когда процессия начала подниматься по склону проезда, то лошади, везущие лафет, стали скользить подковами по гладкой брусчатке. Вдруг лафет подался назад, а шедшие следом в испуге отпрянули. Военные быстро справились с ситуацией и удержали под уздцы лошадей и лафет. «Я не решилась, — сказала Рая, — просто не осмелилась в тот момент нажать на кнопку пуска камеры. Последствия могли быть непредсказуемыми, а сама подумала: нехорошая примета».
— В. В. Никонов, «СК Новости» № 3 18 марта 2016
14 марта 1953 года министр кинематографии СССР И. Г. Большаков сообщил секретарю ЦК КПСС Н. С. Хрущёву о запросах теле- и кинокомпаний США и многих европейских стран по поводу приобретения хроники похорон Сталина.
19 марта Секретарю ЦК КПСС М. А. Суслову был представлен отчёт о работе съёмочных групп всех документальных студий Союза, заснявших митинги и собрания трудящихся по всей стране, а также из ВНР, КНР, НРБ, ПНР, ЧССР и Албании. Согласно отчёту, было отснято несколько тысяч метров документального материала — по словам С. В. Лозницы, впоследствии работавшего с материалами Красногорского архива кинофотодокументов — «10 тысяч метров было снято. Снимали по всей стране, с 6 по 19 марта».

Реальные события, разворачивавшиеся вокруг фильма, известны лишь по рассказу одного из его главных творцов — И. Копалина. Он засвидетельствовал, что работа была окружена повышенной секретностью и неразберихой. Ночью за ним приехали чекисты и увезли на машине в студию, так что сообщить семье, что трудится над срочным правительственным заказом, он смог лишь три дня спустя. Рабочие директивы и указания менялись едва ли не каждый день: сначала кинематографистам было предписано остановить съёмки большого фильма и подготовить несколько спецвыпусков хроники, после этого поступил приказ соединить уже смонтированные сюжеты в один большой фильм и т. п. В результате к началу апреля 1953 года полнометражная цветная картина была готова к показу и принималась специальной кремлёвской комиссией. Согласно Копалину, высоким зрителям лента очень понравилась, однако за этим последовало неожиданное распоряжение отправить её на «полку». Мотивы этого решения остались ему неведомы, а позднейшее объяснение представляется наивным или лукавым, но в любом случае — далёким от истины.
— Р. М. Янгиров, «Отечественные записки» № 2 2007
По словам режиссёра И. Копалина, во время просмотра фильма специальной комиссией несколько генералов были вынесены из зала в обморочном состоянии.
В музыкальном звукоряде фильма использованы «Смерть Озе» Э. Грига, «Героическая похоронная» Бетховена, «Lacrimosa» Моцарта, произведения Шопена, Генделя, Рахманинова на соответствующие темы.

## Съёмочная группа
Режиссёры:
- Григорий Александров
- Сергей Герасимов
- Илья Копалин
- Елизавета Свилова
- Ирина Сеткина
- Михаил Чиаурели

Операторы:
- Абакишиев
- Алекперов
- Алексеев
- Михаил Аранышев
- Леон Аристакесов
- Михаил Архангельский
- Атакшев
- Всеволод Афанасьев
- Хан Бабаев
- Сейфулла Бадалов
- Ибрагим Барамыков
- Баранов
- Мансур Барбутлы
- Иван Беляков
- Моисей Беров
- Игорь Бессарабов
- Константин Богдан
- Ансельм Богоров
- Бочко
- Бравин
- Андрей Булинский
- Буловцев
- Борис Буравлёв
- Жирайр Вартанян
- Георгий Вдовенков
- Николай Вихирев
- Владимир Войтенко
- Александр Воронцов
- Валерий Гинзбург
- Исаак Гитлевич
- Иосиф Голомб
- Георгий Голубов
- Израиль Гольдштейн
- Виталий Горбунов
- Иван Горчилин
- Иван Грачёв
- Исаак Грек
- Вагинак Григорян
- Иван Грязнов
- Вячеслав Гулин
- Сергей Гусев
- Илья Гутман
- Мухтар Дадашев
- Отар Декасонидзе
- Дилаторян
- Иван Дильдарян
- Константин Дупленский
- Владимир Еремеев
- Евгений Ефимов
- Ефремов
- Владимир Ешурин
- Валентин Зайцев
- Иван Запорожский
- В. Захаров
- Галина Захарова
- Владимир Збудский
- Аркадий Зенякин
- Давид Ибрагимов
- Иванов
- Казубенко
- Пётр Калабухов
- Карели
- Роман Кармен
- Игорь Касаткин
- Даниил Каспий
- Исаак Кацман
- Малик Каюмов
- Киселёв
- Кихерев
- Ключевский
- Александр Ковальчук
- Соломон Коган
- Колабухов
- Андрей Колесников
- Анатолий Колошин
- Колсанов
- Владимир Комаров
- Василий Косицын
- Леонид Котляренко
- Александр Кочетков
- Абрам Кричевский
- Анатолий Крылов
- Александр Ксенофонтов
- Василий Кузин
- Константин Кузнецов
- Кулагин
- Алексей Кушешвили
- Владимир Лавров
- Алексей Лебедев
- Аркадий Левитан
- Генрих Лейбман
- Леогард
- Юрий Леонгардт
- Андрей Листвин
- Ефим Лозовский
- Борис Макасеев
- Лев Максимов
- Виктор Максимович
- Джаваншир Мамедов
- Марзунин
- Маримакнбеков
- Яков Марченко
- Вадим Масс
- Меклан
- Яков Местечкин
- Милков
- Иван Михеев
- Василий Мищенко
- Галина Монгловская
- Юрий Монгловский
- Мирза Мустафаев
- Евгений Мухин
- Николай Нагорный
- Ариф Нариманбеков
- Борис Небылицкий
- Анатолий Никифоров
- Пётр Оппенгейм
- Пётр Опрышко
- Григорий Островский
- Михаил Ошурков
- Леонид Панкин
- Владимир Парвель
- Парезешвили
- Василий Пахомов
- Павел Петров
- Израиль Пикман
- Константин Пискарёв
- Пономарёв
- Георгий Попов
- Майя Попова
- Михаил Посельский
- Владимир Придорогин
- Приходько
- Прозаровский
- Л. Проскуров
- Михаил Прудников
- Ромаюк
- Павел Русанов
- Александр Савин
- Салютин
- Сатуцевич
- Светневский
- Моисей Сегаль
- Сергей Семёнов
- Алексей Сёмин
- Михаил Силенко
- В. Симбирцев
- Георгий Симонов
- Синевский
- Сириманов
- Дюла Сода
- Борис Соколов
- Соловьёв
- Андрей Сологубов
- Авенир Софьин
- Константин Станкевич
- Виктор Старошас
- Николай Старощук
- Николай Степанов
- Владимир Страдин
- Александр Сухов
- Анатолий Сухомлинов
- Александр Телятников
- Марк Трояновский
- Раиса Туморина
- Ариф Турсунов
- Евгений Федяев
- А. Фехер
- Иван Филатов
- Фирсов
- Самуил Фрид
- Фроглов
- Владимир Фроленко
- Фукс
- Абрам Хавчин
- Рувим Халушаков
- Георгий Хнкоян
- Вячеслав Ходяков
- Владимир Цеслюк
- Владимир Цитрон
- Иван Чупин
- Александр Шаповалов
- Семён Шейнин
- Шалва Шиошвили
- Константин Широнин
- Семён Школьников
- Пётр Шлыков
- Николай Шмаков
- Моисей Шнейдеров
- Виктор Штатланд
- Николай Шумов
- Александр Щекутьев
- Евгений Яцун

Ассистенты режиссёров:
- Семирамида Пумпянская
- Н. В. Соловьёва

Музыкальное оформление:
- Игорь Гунгер
- В. А. Котов

Композитор:
- Арам Хачатурян

Автор текста:
- Алексей Сурков

Закадровый голос:
- Юрий Левитан

* — Имена всех операторов были опубликованы лишь в 2019 году — по выходе фильма «Государственные похороны».

## Особенности в контексте эпохи
По мнению историка кино Рашита Янгирова запрет фильма в 1953 году «можно истолковать как импровизацию её участников, не пожелавших ассоциировать себя с «уходящей натурой», и принять за первый неофициальный знак грядущей десталинизации».
…визуальный ряд картины сегодня представляется невнятным и композиционно вялым, она статична и монотонна, монтажные ходы примитивны, а многие её эпизоды выглядят неумелыми постановками. По определению, в неё не могли войти съёмки людской давки во время сталинских похорон, и это умолчание (как и в истории с коронацией Николая II в мае
1896 г.), лишило картину исторической аутентичности и превратило в визуальный симулякр.Р. М. Янгиров, «Отечественные записки» № 2 2007
В сокращённом варианте (46 минут) фильм был показан на российском телеканале «Культура» в 2012 году.